# Toplin

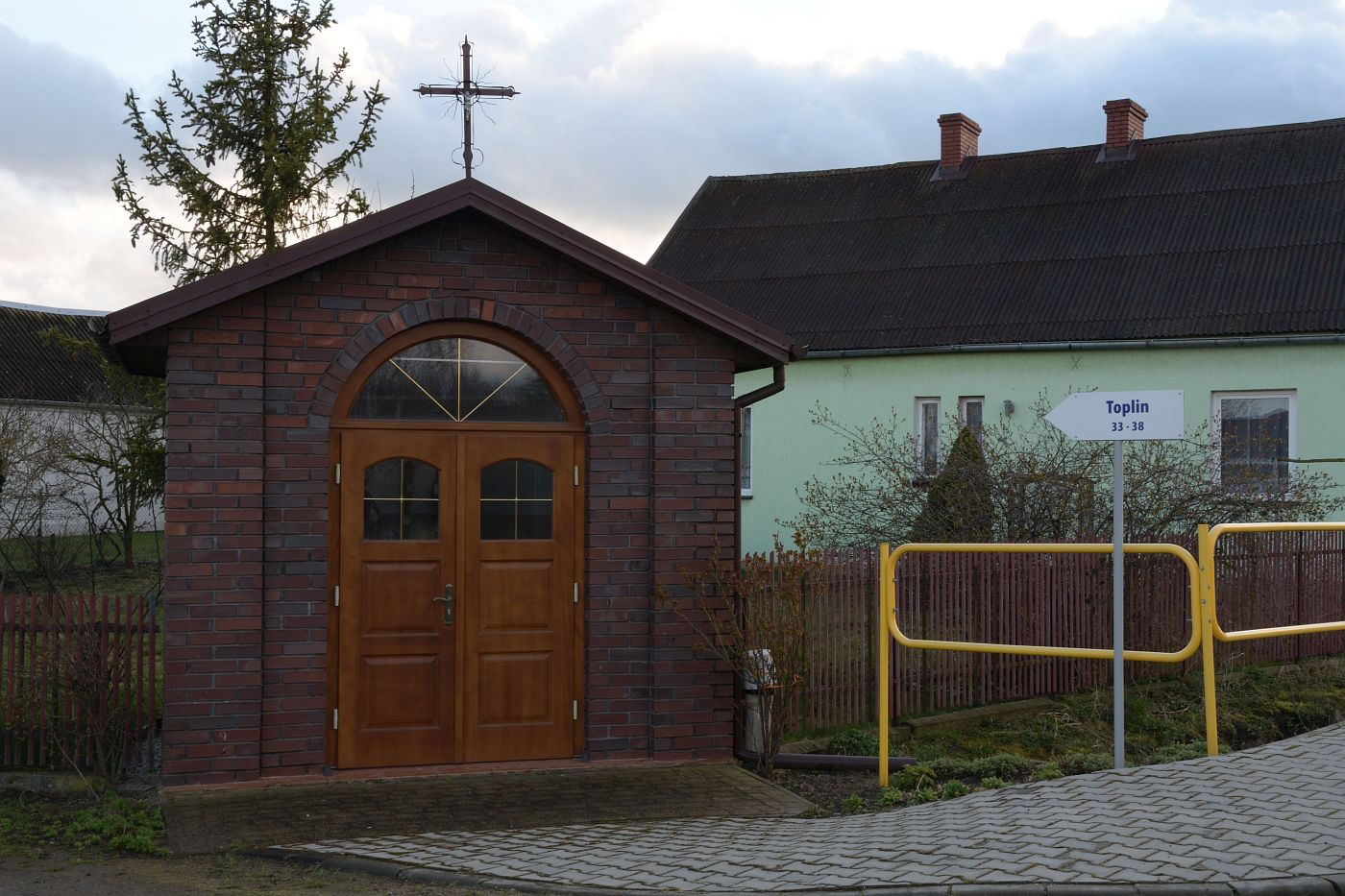
Toplin, kapliczka 2024

Toplin – wieś w Polsce położona w województwie łódzkim, w powiecie wieluńskim, w gminie Skomlin.
Wieś królewska (tenuta) w powiecie wieluńskim województwa sieradzkiego w końcu XVI wieku. W latach 1975–1998 miejscowość administracyjnie należała do województwa sieradzkiego.
Wieś w pradolinie Prosny. Nazwa wywodzi się od topieli-topielców. We wsi młyn wodny zbudowany prawdopodobnie w 1780 r., dawniej stał przy korycie Prosny, która zmieniła swój bieg. Stoi tu kapliczka z ok. 1830 r.
W okresie międzywojennym w miejscowości stacjonowała placówka Straży Celnej „Toplin”, a po reorganizacji placówka Straży Granicznej I linii „Toplin”.